# جريمة قتل لاسي بيترسون
لاسي دينيس بيترسون (المولودة باسم روشا؛ 4 مايو 1975 — حوالي 24 ديسمبر 2002) هي امرأة أمريكية قُتلت على يد زوجها، سكوت لي بيترسون (المولود في 24 أكتوبر 1972)، عندما كانت حاملاً في شهرها الثامن بطفلهما الأول. في 24 ديسمبر 2002، أبلغ سكوت عن اختفاء لاسي من منزلهما في مدينة موديستو بكاليفورنيا.
بعد أربعة أشهر، عُثر على جُثّتي لاسي وابنها الذي لم يولد بعد كونر على شواطئ خليج سان فرانسيسكو. اعتُقل سكوت بيترسون لاحقًا ووُجِهت إليه تهمتا القتل. في عام 2004، أُدين سكوت بارتكاب جريمة قتل من الدرجة الأولى في حق لاسي وجريمة قتل من الدرجة الثانية في حق كونر.
ظلت القضية تثير اهتمام الرأي العام وجدلًا واسعًا حول الإجراءات القانونية المرتبطة بها وكيفية تغطية وسائل الإعلام لها. أُلغي حكم الإعدام الذي صدر بحق سكوت في عام 2020،  ثم في عام 2021، أُعيد الحكم عليه بالسجن مدى الحياة دون إمكانية الإفراج المشروط. 
في عام 2024، حصل بيترسون على جلسة استماع حول قضيته استجابةً لطلب من مشروع براءة لوس أنجلوس، وهي منظمة قانونية غير ربحية تزعم أنها تمتلك أدلة جديدة تثبت براءته.  

## النشأة والزواج

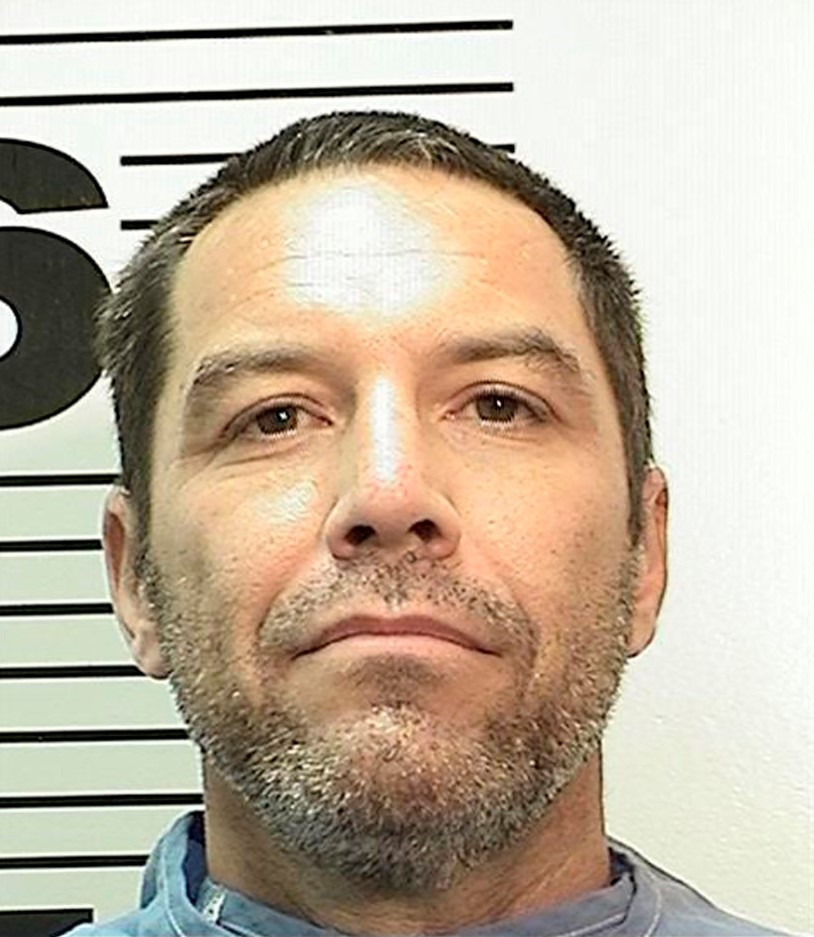
بيترسون في صورة السجن عام 2022.

### لاسي دينيس بيترسون
وُلدت لاسي باسم لاسي دينيس روشا في 4 مايو 1975. كانت الابنة الصغرى لشيرون (الاسم قبل الزواج: أندرسون):4 ودينيس روبرت روشا، ولها شقيق أكبر يُدعى برنت (مواليد 1971).:5 التقى والداها أثناء دراستهما في المدرسة الثانوية، وكانا يملكان مزرعة ألبان غرب مدينة إسكالون بولاية كاليفورنيا.
عملت لاسي في مزرعة الألبان منذ صغرها، وكانت تستمتع أيضًا بالزراعة في الحديقة مع والدتها. انفصل والداها عندما كانت هي وشقيقها صغيرين. وبعد ذلك، انتقلت والدتهما معهما للعيش في مدينة موديستو، كانت لاسي تزور والدها في مزرعة الألبان في عطلات نهاية الأسبوع. 
أقامت والدة لاسي علاقة مع رون غرانتسكي لمدة طويلة، والذي ساعد في تربية الأطفال منذ أن كانت لاسي في عامها الثاني.  كانت لاسي مشجعة في المدرسة الإعدادية والثانوية. بعد تخرجها من مدرسة توماس داوني الثانوية [الإنجليزية] التحقت بجامعة ولاية كاليفورنيا بوليتكنيك،  حيث تخصصت في البستنة التزيينية.   :30

### سكوت لي بيترسون
وُلِد سكوت في 24 أكتوبر 1972 في سان دييغو بكاليفورنيا، لأبويه لي آرثر بيترسون الذي كان يمتلك شركة لتغليف الصناديق، ووالدته جاكلين هيلين لاثام،    التي كانت تدير متجرًا صغيرًا في لاهويا يُدعى ذا بوت أون.  كان لدى والديه ستة أطفال من علاقات سابقة، وسكوت هو الطفل الوحيد الذي جمع بينهما. نشأ سكوت في شقة مكونة من غرفتين في لاهويا، حيث كان يشارك غرفة نومه مع أخيه غير الشقيق جون.  بدأ ممارسة رياضة الغولف في سن مبكرة، وبحلول سن الرابعة عشرة، كان قادرًا على التغلب على والده في اللعبة. كان زميلًا للاعب الغولف فيل ميكلسون في مدرسة جامعة سان دييغو الثانوية [الإنجليزية].  بحلول نهاية دراسته الثانوية، كان سكوت من بين أفضل لاعبي الغولف الناشئين في سان دييغو. 
في عام 1990، التحق سكوت بجامعة ولاية أريزونا (حيث التحق ميكلسون أيضًا) بمنحة جزئية للغولف.  شهد والد سكوت لي لاحقًا، أن سكوت شعر بالإحباط نتيجة المنافسة القوية التي واجهها من ميكلسون ولاعب محترف آخر لم يذكر اسمه. وفقًا لتشيب كاوتش، والد لاعب غولف شاب آخر يُدعى كريس كوتش، طُرد سكوت من فريق الغولف بعد أن اكتشف تشيب أنه أخذ كريس لشرب الكحول أثناء زيارته لجامعة ولاية أريزونا في مخيم تجنيد. قدم تشيب شكوى إلى مدرب فريق الغولف، مما أدى إلى طرد سكوت من الفريق. بعد ذلك، انتقل سكوت إلى كلية كويستا [الإنجليزية] ثم إلى جامعة ولاية كاليفورنيا بوليتكنيك.  في البداية كان يُخطط للتخصص في إدارة الأعمال الدولية، لكنه تخرج في النهاية بشهادة في إدارة الأعمال الزراعية. وصفه الأساتذة الذين قاموا بتدريس سكوت بأنه طالب مثالي. علق أستاذه في إدارة الأعمال الزراعية، جيم آهيرن، قائلاً: "لن أمانع في وجود فصل دراسي مليء بأشخاص مثل سكوت بيترسون".